# تأثيرات الحرمان من النوم في الفضاء
تشير الدراسات، والتي تشمل التحاليل المعملية (الفئة الأولى) والتقييمات الميدانية (الفئة الثانية والثالثة) لمجموعات مشابهة لروّاد الفضاء (مثل العاملين في المجال الطبي والطيران)، إلى وجود أدلة قوية على أن العمل لساعات طويلة لفترات ممتدة يساهم في الحرمان من النوم، ويمكن أن يؤدي إلى انخفاض الأداء، ومشكلات صحية، وعواقب ضارة أخرى، بما في ذلك الحوادث التي قد تؤثر على العاملين أنفسهم وعلى الآخرين.

## الأخطاء في الأداء المرتبطة بفقدان النوم والاستيقاظ المطوّل
أجرت دراسة تحليلية شاملة (الفئة I) أجراها بيلتشر وهوفكت تحليلًا لبيانات مستخلصة من 19 دراسة بحثية لتوصيف تأثيرات الحرمان من النوم على أنواع محددة من الأداء البشري. تم تقييم المهارات الحركية، والمهارات الإدراكية، والحالة المزاجية من حيث: الحرمان الجزئي من النوم (المعروف أيضًا باسم فقدان النوم)، والذي يُعرف بأنه أقل من 5 ساعات من النوم في فترة 24 ساعة لمدة يوم أو أكثر؛ الحرمان التام قصير الأمد من النوم (عدم الحصول على نوم لأقل من 45 ساعة)؛ والحرمان التام طويل الأمد من النوم (عدم الحصول على نوم لمدة تتجاوز 45 ساعة). وجد هؤلاء الباحثون أن الأشخاص المحرومين من النوم أدّوا أداءً أسوأ بكثير في المهام الحركية، والمهام الإدراكية، وقياسات الحالة المزاجية مقارنةً بغير المحرومين من النوم. وقد لوحظ التأثير الأكبر على الأداء الإدراكي نتيجة لعدة أيام من الحرمان الجزئي من النوم، على الرغم من أن الحرمان التام القصير والطويل الأمد من النوم أظهرا أيضًا تأثيرًا. أظهرت التحليلات التراكمية لتأثيرات الحرمان من النوم في المقيمين الطبيين وجود عجز في المهام المختبرية والمهام السريرية على حد سواء.
تم الإبلاغ عن أن مقدار فقدان النوم الجزئي المزمن الذي يعاني منه رواد الفضاء في الرحلات الفضائية        يؤثر سلبًا على الأداء الإدراكي في العديد من الدراسات المختبرية والميدانية من الفئة I والفئة II والفئة III.     يمكن أن يتأثر الأداء سواء كان فقدان النوم على شكل ليلة نوم منخفضة بشكل كبير، أو ليلة حرمان تام من النوم، أو سلسلة من ساعات النوم المقيدة ولكن بشكل مزمن وأقل حدة. كشفت دراسة عام 1997 أجراها دينغيس وآخرون أن عند تقييد النوم إلى المستوى الذي يعاني منه رواد الفضاء عادةً، يتراكم "دين نوم"، وفي أقل من أسبوع، تصل العجز في الأداء خلال ساعات الاستيقاظ إلى مستويات من الضعف الخطير.
يمكن أن يؤثر تقليل النوم بشكل مزمن على الأداء بطريقة مشابهة للحرمان التام من النوم. أجرت دراسة بواسطة فان دونغن وآخرين، والتي شملت 48 مشاركًا، تقييمًا لتأثيرات الأداء المحددة لتقييد النوم المزمن مقارنة بتأثيرات 3 ليالٍ من الحرمان التام من النوم. تضمنت ظروف تقييد النوم 14 ليلة متتالية من فرص نوم تبلغ 8 أو 6 أو 4 ساعات، وتم التحقق من كمية النوم الفعلية من خلال تسجيلات تخطيط النوم. خضع المشاركون في ظروف تقييد النوم لتقييمات عصبية سلوكية كل ساعتين خلال فترة استيقاظهم المجدولة، بينما تم اختبار المشاركين في ظروف الحرمان التام من النوم كل ساعتين على مدار فترة الحرمان الكاملة البالغة 88 ساعة.

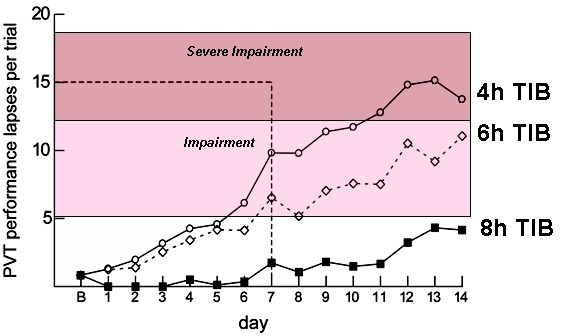
تدهور الأداء المرتبط بمدة النوم في السرير (TIB) خلال فترة تمتد لـ14 يومًا من تقييد النوم.

تضمن اختبار التقييم العصبي السلوكي المستخدم في دراسة فان دونغن وآخرين  مهمة اليقظة النفسية (PVT). تحدد مهمة PVT - والتي تقيس اليقظة وتأثيرات التعب على الأداء الإدراكي (كما يتحدد من خلال التأخير في وقت الاستجابة ودقة الاستجابات) من خلال قياس السرعة التي يستجيب بها المشاركون لمحفز بصري أو سمعي (من خلال الضغط على زر الاستجابة) - أصبحت أداة مخبرية معيارية لتقييم الأداء المستدام في مجموعة متنوعة من الظروف التجريبية. تكتشف مهمة PVT التغيرات في الأداء العصبي السلوكي الأساسي التي تتعلق بالانتباه اليقظ، وسرعة الاستجابة، والاندفاعية؛ وقد تم التحقق منها على نطاق واسع في الدراسات المخبرية الأرضية لاكتشاف العجز الإدراكي الناجم عن مجموعة متنوعة من العوامل (مثل تقييد النوم، وتغيرات النوم/الاستيقاظ، ودوار الحركة، والتخدير المتبقي من أدوية النوم).   مهمة PVT هي أداة مثالية للاستخدام المتكرر، على عكس بعض القياسات الإدراكية الأخرى، حيث أظهرت الدراسات عدم وجود تأثيرات تعلمية ضئيلة أو اختلافات في الكفاءة عند استخدام PVT.   
تشير نتائج هذه الدراسات المخبرية إلى أن نوبات النوم المتتالية التي تبلغ 4 أو 6 ساعات تؤدي بشكل ملحوظ إلى تدهور الأداء في اختبار اليقظة النفسية (PVT) وعلى مقاييس الذاكرة العاملة، وأن الأداء تحت هذين الشرطين (أي 4 أو 6 ساعات) كان مشابهًا للأداء الذي يُلاحظ في ظروف الحرمان التام من النوم لمدة يوم إلى يومين. ومن المدهش، أنه بنهاية 14 يومًا من تقييد النوم، أفاد المشاركون في ظروف النوم لمدة 4 و6 ساعات بأنهم يشعرون بالنعاس بدرجة بسيطة فقط. وبما أن هذه التقارير تم جمعها عندما كان الأداء في أدنى مستوياته، فإن هذا يشير إلى أن المشاركين قد لا يكونون على دراية بنقص أدائهم بسبب عدم كفاية النوم التعويضي (الشكل 3–2).
المشاركون الذين قضوا 4 ساعات في السرير بلغوا مستويات من الضعف بعد 6 أيام، ومراحل من الضعف الشديد بعد 11 يومًا. أما المشاركون الذين قضوا 6 ساعات في السرير فقد بلغوا مستويات من الضعف بعد 7 أيام. ويبدو أن المشاركين الذين قضوا 8 ساعات في السرير اقتربوا من مستويات الضعف. ومع ذلك، يُظهر الشكل 3-3، وهو من بيلينكي وآخرين، أن المشاركين الذين قضوا 9 ساعات في السرير لم يقتربوا من هذه المستويات من الضعف، مما يشير إلى أن 9 ساعات في السرير قد تكون مطلوبة للتخفيف من خطر أخطاء الأداء.

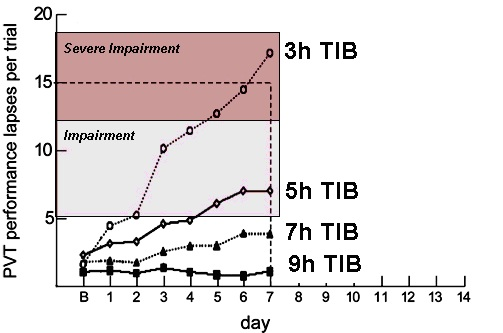
الأداء في اختبار الانتباه المستمر (PVT) – التراجع في الأداء المرتبط بمدة النوم في السرير (TIB) على مدار 7 أيام من تقييد النوم.

تأثيرات الأداء المماثلة الناتجة عن التقييد المزمن للنوم يمكن رؤيتها أيضًا في دراسة الفئة I التي أجراها بيلينكي وآخرين. وفي الشكل 3-3. شملت هذه الدراسة 66 مشاركًا تمت ملاحظتهم في أربع حالات (أي 3 و5 و7 و9 ساعات في السرير) لمدة 7 أيام. أظهر اختبار PVT ضعفًا شديدًا في وقت الاستجابة تحت شرط الثلاث ساعات، مع تزايد في (توقفات الاستجابة) بشكل تدريجي على مدار أيام تقييد النوم السبعة. وصل المشاركون الذين قضوا 3 ساعات في السرير إلى مستويات من الضعف الشديد بعد 5 أيام، في حين بلغ المشاركون الذين قضوا 5 ساعات في السرير مستويات من الضعف بعد 4 أيام.
تُظهر دراسات الفئة I المخبرية هذه التي أجراها فان دونغن وآخرون وبيلينكي وآخرون بوضوح أن المشاركين عانوا من ضعف في الأداء نتيجة للحرمان التام من النوم و/أو التقييد المزمن للنوم.
توجد عيوب إدراكية حتى بعد أن يكون الفرد مستيقظًا لمدة تقارب 17 ساعة؛ في الواقع، أظهرت الدراسات الحديثة أن هذا الانخفاض مشابه لتلك التي تنتج عن مستوى كحول في الدم مرتفع. استخدمت دراسة مقنعة من الفئة I أجراها ويليامسون وفاير  تصميمًا عشوائيًا متقاطعًا لمراقبة الأداء الإدراكي والحركي بعد حرمان طفيف من النوم ومقارنته بالأداء بعد استهلاك الكحول. شارك جميع الأفراد في كلٍ من استهلاك الكحول وحرمان النوم، وتم موازنة ترتيب الاختبارات بحيث شارك نصف المشاركين أولًا في جزء استهلاك الكحول بينما شارك النصف الآخر أولًا في جزء حرمان النوم. ولتجنب تأثيرات التداخل بين الحالتين، تم توفير ليلة راحة في فندق بين كل حالة والأخرى.
تشير النتائج إلى أن الأداء بمتوسط مستوى كحول في الدم يبلغ 0.05٪ ظل معادلًا للأداء بعد الاستيقاظ لمدة تتراوح بين 16.9 إلى 18.6 ساعة. وكان الأداء مع مستوى كحول في الدم يبلغ 0.1٪ معادلًا للأداء بعد الاستيقاظ لمدة تتراوح بين 17.7 إلى 19.7 ساعة، أو لنوم مقيد لمدة 4 إلى 5 ساعات في الليلة لمدة أسبوع واحد. أكدت دراسات مماثلة تقارن الأداء بعد فترة من الحرمان من النوم بالأداء مع مستويات كحول مرتفعة في الدم هذه النتائج. هذه النتائج مقنعة لأن مدة الاستيقاظ (17 ساعة)، والتي تؤدي إلى انخفاضات مشابهة لتلك التي يسببها مستوى كحول في الدم بنسبة 0.05٪، تعتبرها الكثير من الناس ضمن نطاق "اليوم الطبيعي" من الاستيقاظ؛ حيث يمكن للعديد من الأفراد تذكر حادثة اضطروا فيها للاستيقاظ مبكرًا صباحًا والعمل طوال اليوم وحتى الليل. وقد يكون رواد الفضاء، الذين ينامون بمعدل 6 ساعات في الليلة،    يؤدون مهامًا حاسمة بعد مرور 17 ساعة أو أكثر من الاستيقاظ.

## أخطاء الأداء المرتبطة بفك التزامن في النوم والإرهاق الناتج عن عبء العمل
تشير الأبحاث إلى أن فك التزامن اليومي وإرهاق العمل قد يؤثران أيضًا على الأداء. ففي دراسة مخبرية مضبوطة أجراها رايت وزملاؤه، تم تقييم العلاقة بين الإيقاعات اليومية والأداء من خلال قياس درجة حرارة الجسم، والتي تُنظم بواسطة آليات الساعة البيولوجية في الجسم. تكون درجة حرارة الجسم في أعلى مستوياتها قرب الذروة اليومية، وأدناها قرب الحد الأدنى اليومي (وهو الوقت الذي يندفع فيه الجسم إلى النوم). لطالما كان من المعروف أن هناك علاقة إيجابية بين الإيقاعات اليومية لدرجة حرارة الجسم والأداء العصبي السلوكي واليقظة لدى البشر.
تضمنت بروتوكولات الدراسة فرض فك التزامن اليومي لمدة 12 يومًا متتالية مدتها 28 ساعة؛ حيث مُنح المشاركون 9.3 ساعات من الوقت المجدول في الفراش و18.7 ساعة من الاستيقاظ المجدول. تم تقييم الأداء على مقاييس موثوقة كل ساعتين، بدءًا من ساعتين بعد وقت الاستيقاظ المجدول. وبالتالي، قيّم البروتوكول الأداء في الوقت الذي يُدفع فيه الجسم للنوم (والمرتبط بنقطة الانخفاض الأدنى لدرجة حرارة الجسم) مقارنة بالأداء خلال ساعات الاستيقاظ الطبيعية، وسمح بتقييم تأثيرات درجة حرارة الجسم بمعزل عن (وكذلك المرتبطة بـ) ساعات النوم ووقت اليوم. خلال الذروة اليومية (عندما تكون درجة الحرارة مرتفعة)، يكون الأداء واليقظة مرتفعين؛ في حين يكونان منخفضين بالقرب من الطور اليومي لانخفاض درجة حرارة الجسم. وقد تم تكرار هذه النتائج في بروتوكولات مخبرية أخرى لفك التزامن القسري وفترات الاستيقاظ الممتدة.
يمكن تعميم نتائج هذه البروتوكولات المخبرية على ظروف الحياة الواقعية. إذ تُظهر الدراسات في المجال الطبي، حيث يخضع أفراد ذوو تأهيل وتعليم عالٍ (مثل الأطباء) لتغييرات في الإيقاع اليومي ونوبات عمل ممتدة بالإضافة إلى فقدان النوم، وجود أخطاء أداء خطيرة لدى فئات مشابهة لرواد الفضاء. ففي تجربة من الفئة الثانية أُجريت على مرحلتين وبنفس المشاركين، نفذها أرندت وزملاؤه، تمت ملاحظة أداء 34 طبيبًا متدربًا تحت أربع ظروف:
بعد 4 أسابيع من نوبة خفيفة (بمعدل 44 ساعة مناوبة/أسبوع)
بعد 4 أسابيع من نوبة ثقيلة (بمعدل 80 ساعة مناوبة/أسبوع)
بعد 4 أسابيع من نوبة ثقيلة مع نسبة كحول في الدم 0.05%
بعد 4 أسابيع من نوبة خفيفة مع نسبة كحول في الدم 0.05%
شملت مقاييس الأداء اختبار الانتباه النفسي (PVT) ومهمة قيادة محاكاة. تُظهر نتائج تجربة أرندت وآخرين أن تدهور الأداء بعد نوبات العمل الثقيلة يعادل تقريبًا التدهور المرتبط بمستوى كحول يتراوح بين 0.04% إلى 0.05% في نوبات العمل الخفيفة. وتدل هذه النتائج على أن الانخفاضات الناتجة عن نوبات العمل الطويلة مشابهة للانخفاضات الناتجة عن ارتفاع مستويات الكحول في الدم.
أظهرت ساعات العمل وفقدان النوم أيضًا تأثيرًا على الأداء في تقييم من الفئة الثالثة أجراه روجرز وآخرون. فقد قام 393 ممرضًا/ممرضة مسجلة بتسجيل ساعات العمل المجدولة، والساعات الفعلية للعمل، ووقت العمل في اليوم، والعمل الإضافي، وأيام الراحة، وأنماط النوم/الاستيقاظ. كما تم تضمين أسئلة تتعلق بالأخطاء أو شبه الأخطاء. أظهر التحليل أن مدة العمل، والعمل الإضافي، وعدد ساعات العمل الأسبوعية أثرت بشكل ملحوظ على عدد الأخطاء. ارتفعت احتمالية ارتكاب خطأ مع طول فترات العمل، وكانت أعلى بثلاث مرات عند العمل في نوبات مدتها 12.5 ساعة أو أكثر. كما زادت احتمالية ارتكاب خطأ واحد على الأقل عند العمل الإضافي، بغض النظر عن طول النوبة المجدولة. كذلك، زاد العمل لأكثر من 40 و50 ساعة أسبوعيًا من خطر ارتكاب الأخطاء بشكل كبير.
وقد تم التوصل إلى نتائج مماثلة في تقييم لاحق من الفئة الثالثة شمل 2,737 طبيبًا متدربًا. تم إجراء استطلاع إلكتروني على مستوى الولايات المتحدة، أُكمل فيه الأطباء 17,003 تقريرًا شهريًا سريًا مكونًا من 60 بندًا، احتوى على معلومات عن ساعات العمل، والنوم، والأنشطة خلال الشهر، وعدد أيام الراحة، وعدد نوبات العمل الممتدة (المُعرّفة على أنها 24 ساعة عمل مستمرة أو أكثر). كما طُلب من هؤلاء المتدربين الإبلاغ عما إذا كانوا قد ارتكبوا أخطاء طبية كبيرة مرتبطة بالإرهاق أو غير مرتبطة به. كما قيّم الاستطلاع مدى تكرار شعورهم بالنعاس أو نومهم أثناء رعاية المرضى أو الأنشطة التعليمية.
كشف التحليل عن علاقة كبيرة بين عدد نوبات العمل الممتدة شهريًا ومعدل الأخطاء الطبية الكبيرة المرتبطة بالإرهاق. حيث تم الإبلاغ عن خطأ طبي كبير مرتبط بالإرهاق في 3.8% من الشهور التي لم تتضمن نوبات عمل ممتدة؛ بينما تم الإبلاغ عنه في 9.8% من الشهور التي تضمنت من 1 إلى 4 نوبات ممتدة، وفي 16% من الشهور التي تضمنت 5 نوبات ممتدة أو أكثر. كما ارتبط تكرار فشل الانتباه بشدة بتكرار نوبات العمل الممتدة. ويؤكد هذا الدليل مرة أخرى على التأثير السلبي لنوبات العمل الطويلة على الأداء، بالإضافة إلى زيادة الحوادث والإصابات. 
يتطلب العمل لساعات طويلة أو في نوبات ليلية أداءً في وقت يكون فيه الجسم مدفوعًا للنوم بواسطة النظام اليوماوي. يتم تحديد النوم، واليقظة، والوظائف الإدراكية من خلال تفاعل عمليتين: الساعة البيولوجية الذاتية والدافع الهوميوستاتي للنوم. تولد الساعة البيولوجية الذاتية إيقاعًا يوميًا يمتد لـ24 ساعة ينظم الشعور الذاتي باليقظة والنعاس، بالإضافة إلى درجة حرارة الجسم الأساسية، والوظائف المعرفية، وإفراز الميلاتونين كما ذُكر أعلاه. وهي شديدة الحساسية للضوء، والذي يُعتبر عامل التزامن الأساسي لها. ويؤدي عدم تزامن الإيقاع اليومي إلى اضطراب النوم، وتدهور في الأداء والانتباه، وإفراز الميلاتونين خلال ساعات الاستيقاظ، وانخفاض في مستويات إفراز هرمون النمو ليلًا. وبالتالي، يمكن أن تتراوح النتائج من أخطاء في الأداء إلى تدهور في الصحة على المدى الطويل.
يعاني الأفراد الذين يعملون ليلًا ويحاولون النوم خلال النهار من كون توقيت جدول نومهم/استيقاظهم غير متوافق مع توقيت الضوء البيئي. ويكون العمال الليليون أكثر عرضة لحوادث المركبات، ويرجّح أن يكون انخفاض اليقظة، والأداء، والانتباه السبب وراء زيادة معدل الحوادث الصناعية وأخطاء مراقبة الجودة في العمل، والإصابات، وتراجع عام في معدل الإنتاجية.  وتشير معلومات حديثة أيضًا إلى أن الجسم يفرز عادةً الميلاتونين عندما يحل الظلام، لكن العمل تحت الإضاءة الصناعية ليلًا يُثبط إفراز الميلاتونين، مما قد يزيد من خطر الإصابة بالسرطان.   
خلاصة القول، تُظهر الأدلة الأساسية أن فقدان النوم، وفك التزامن اليومي، ونوبات العمل الممتدة تؤدي إلى زيادة في أخطاء الأداء والحوادث. وبالتالي، فإن مدى وجود هذه العوامل في بيئة الرحلات الفضائية يُعد اعتبارًا مهمًا.